# المیرا (واشینگتن)
المیرا، واشینگتن (به انگلیسی: Almira, Washington) یک منطقهٔ مسکونی در ایالات متحده آمریکا است که در ایالت واشینگتن واقع شده‌است.

## خصوصیات
المیرا ۱٫۳۵ کیلومترمربع مساحت و ۲۸۴ نفر جمعیت دارد و ۵۸۵ متر بالاتر از سطح دریا واقع شده‌است.